# Dickson Despommier
Dickson D. Despommier, né le 5 juin 1940 et mort le 7 février 2025, est un microbiologiste, écologue et professeur de santé publique et de santé environnementale à l’université Columbia de New York. Titulaire de la chaire de maladies parasitaires, d’écologie médicale et d’écologie, il y mène des recherches sur le parasitisme intracellulaire.
Ces dernières années, Despommier a reçu une attention considérable de la part des médias en raison de ses idées sur l’agriculture verticale, concept qu’il développa – sans en être l’inventeur, ni avoir forgé le terme – conjointement avec les étudiants de son cours d’écologie médicale en 1999.

## Publications
Dickson Despommier, The Vertical Farm : Feeding the World in the 21st Century, 2010, 305 p. (ISBN 978-0-312-61139-2, lire en ligne)